# SV Blau-Weiß Hand
Der SV Blau-Weiß Hand e.V. (kurz Blau-Weiß Hand) ist ein Sportverein aus Bergisch Gladbach. Er wurde 1962 als reiner Fußballverein gegründet und ist mit ca. 1.600 Mitgliedern einer der größten Sportvereine der Stadt.
Neben den typischen Abteilungen eines Sportvereins existieren Kursangebote für Kinder&Jugendliche, Senioren, Gesundheit, Körperwahrnehmung, Aktiv im Wasser, Fitness und Tanzen.
Der Verein arbeitet im Handball mit zwei anderen Vereinen zusammen (TV Refrath und Turnerschaft Bergisch Gladbach 1879), um den Handballsport in Bergisch Gladbach in der HSG Refrath/Hand zu konzentrieren. Deren 1. Mannschaft der Herren spielt seit der Saison 2022/2023 in der Handball-Regionalliga Nordrhein. Der Sieger dieser Liga ist berechtigt, in die 3. Bundesliga aufzusteigen.